# Ель-Мансурський університет
Ель-Мансурський університет заснований 1972 року в місті Ель-Мансура. Університет розташований у центрі Дельти Нілу в Єгипті. Це один з найбільших єгипетських університетів, який вніс великий внесок у культурне і наукове життя в Єгипту.

## Історія
Медичний факультет заснований в 1962 році як філія Каїрського університету. У 1972 році Указом Президента оголошено про створення університету під назвою «Схід Дельта Університет». У 1973 році його назву змінено на Ель-Мансурський університет.

## Ранжування
За даними рейтингу світових університетів за січень 2017 рейтинг університету такий:
- Світовий рейтинг: 1390
- Континентальний рейтинг: 12
- Єгипту: 4

## Факультети та інститути
- Факультет обчислювальної техніки та інформатики
- Інженерний факультет
- Науковий факультет
- Факультет сільського господарства
- Факультет мистецтв
- Факультет комерції
- Стоматологічний факультет
- Юридичний факультет
- Медичний факультет
- Фармацевтичний факультет
- Факультет туризму і готелів
- Факультет ветеринарної медицини
- Факультет сестринської справи
- Факультет фізичного виховання
- Факультет дитячого вихоівння
- Факультет спеціальної освіти
- Технічний інститут медсестринства
- Факультет медійної літератури

## Лікарні та медичні центри
- Центр урології та нефрології
- Спеціалізований медичний госпіталь
- Гастроентерологічний хірургічний центр
- Університетська лікарня
- Лікарня швидкої медичної допомоги
- Дитяча лікарня Ель-Мансурського університету
- Онкоцентр
- Офтальмологічний центр
- Медичний експериментально-дослідний центр (МЕДЦ).

## Закордонні партнери університету

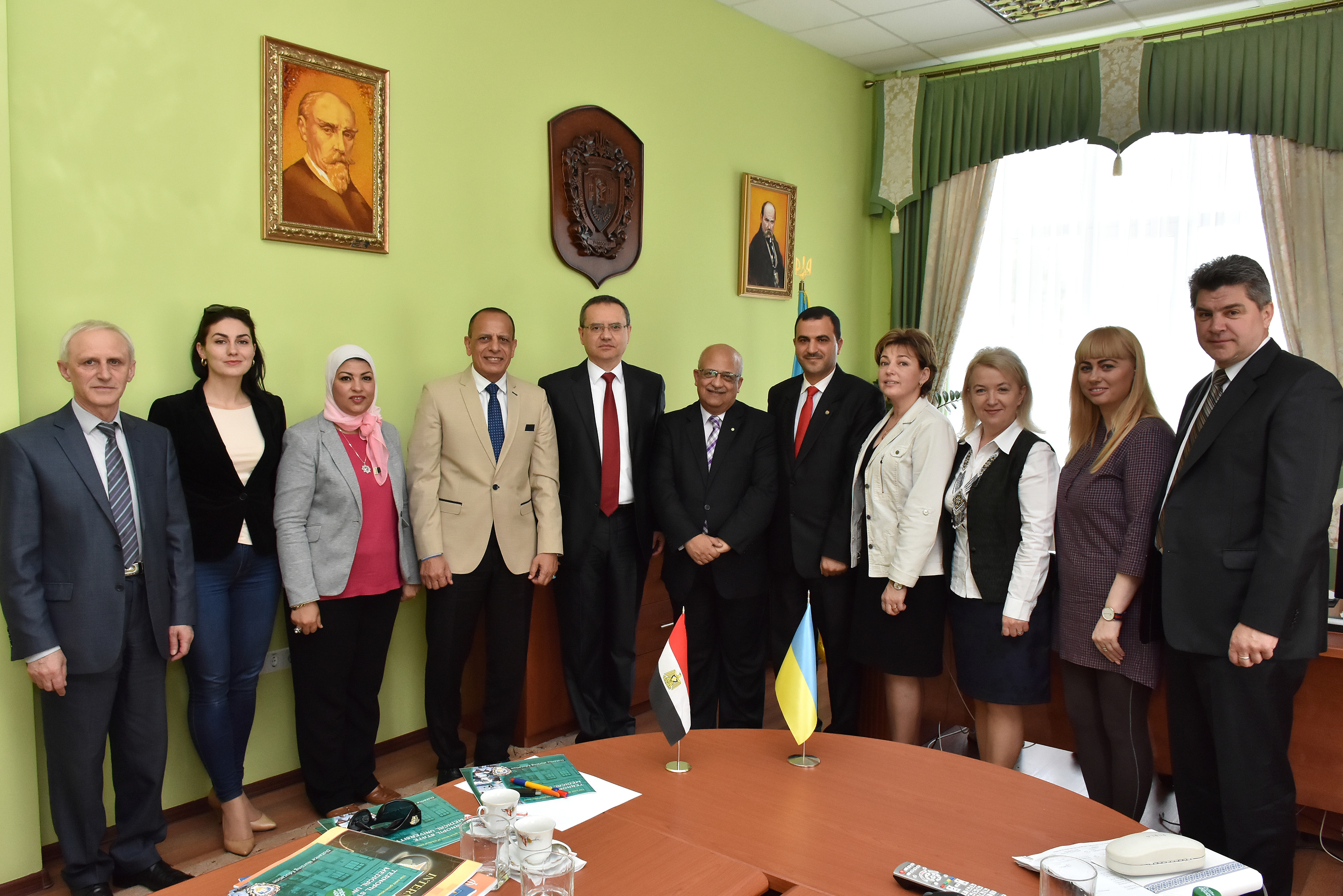
Делегація університету в Тернопільському державному медичному університеті імені І. Я. Горбачевського

- Тернопільський державний медичний університет імені І. Я. Горбачевського